# Ischgl
Ischgl is een gemeente in het district Landeck van de Oostenrijkse deelstaat Tirol.
Het is de belangrijkste plaats en het toeristencentrum in het Paznauntal. Vooral het skigebied tussen Ischgl en Samnaun, met meer dan tachtig pistes, trekt veel wintersporttoeristen. Driemaal per jaar in het skiseizoen vindt er een openluchtpopconcert plaats in Ischgl. Het eerste concert vindt plaats bij de opening van het skiseizoen in het dal (Sportplatz). Met Pasen is er een concert op de Idalp (bergstation) en met de sluiting van het seizoen, het eerste weekend van mei, is er ook een popconcert op de Idalp. Sterren als Elton John, Rihanna, Robbie Williams, Sting, Lionel Richie en de Pussycat Dolls hebben op deze concerten opgetreden.
De plaats, met 1489 inwoners (2001), ligt op een terpachtige heuvel in de dalbodem, boven de samenvloeiing van de Fimberbach en de Trisanna, op 1376 meter hoogte. Ischgl betekent dan ook eiland (Insel in het Duits), omdat ten tijde van de Retoromanen (circa 9e eeuw) hier een meer rondom de heuvel lag. Bezienswaardig is de laatbarokke parochiekerk, die in 1775 werd gebouwd. De vroegere kerk ging in 1673 met een groot deel van het dorp in vlammen op.

## Zie ook

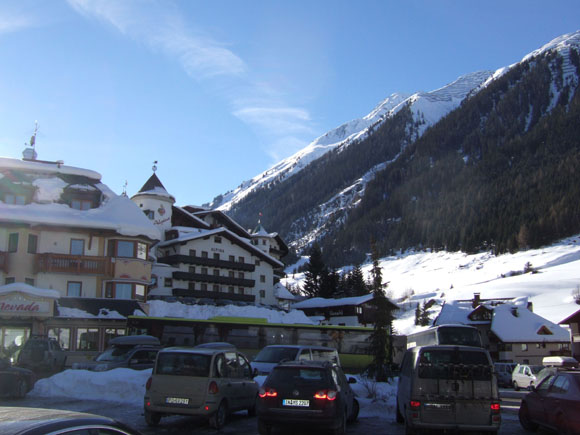
Ischgl in februari

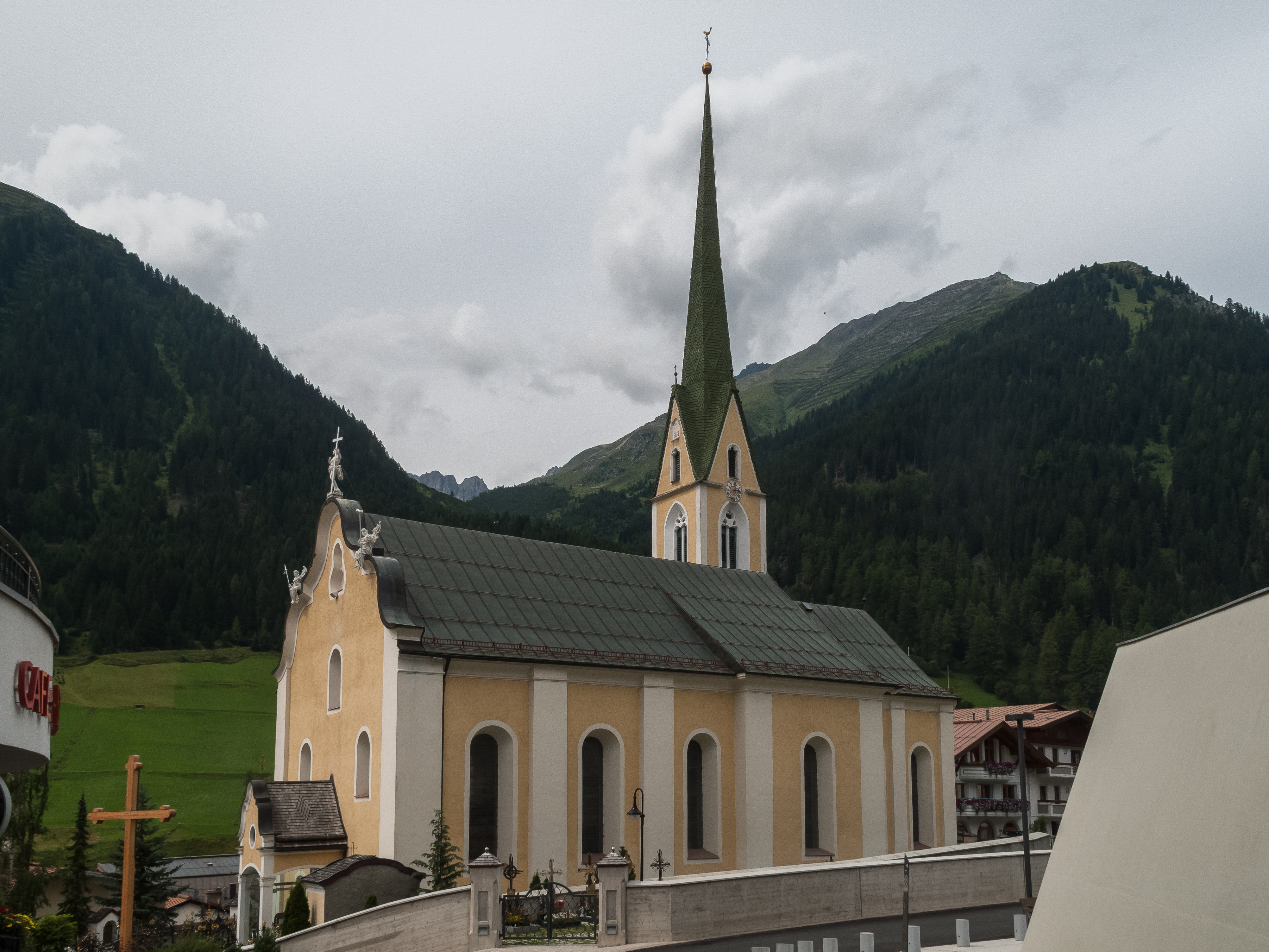
Kerk: katholische Pfarrkirche heilige Nikolaus